# إريس مريديث
إريس مريديث (بالإنجليزية: Iris Meredith) هي ممثلة أمريكية، ولدت في 3 يونيو 1915 في الولايات المتحدة، وتوفيت بنفس المكان في 22 يناير 1980 بسبب سرطان.

## وصلات خارجية
- إريس مريديث على موقع IMDb (الإنجليزية)
- إريس مريديث على موقع أول موفي (الإنجليزية)
- إريس مريديث على موقع قاعدة بيانات الفيلم (الإنجليزية)